# Villa Millet

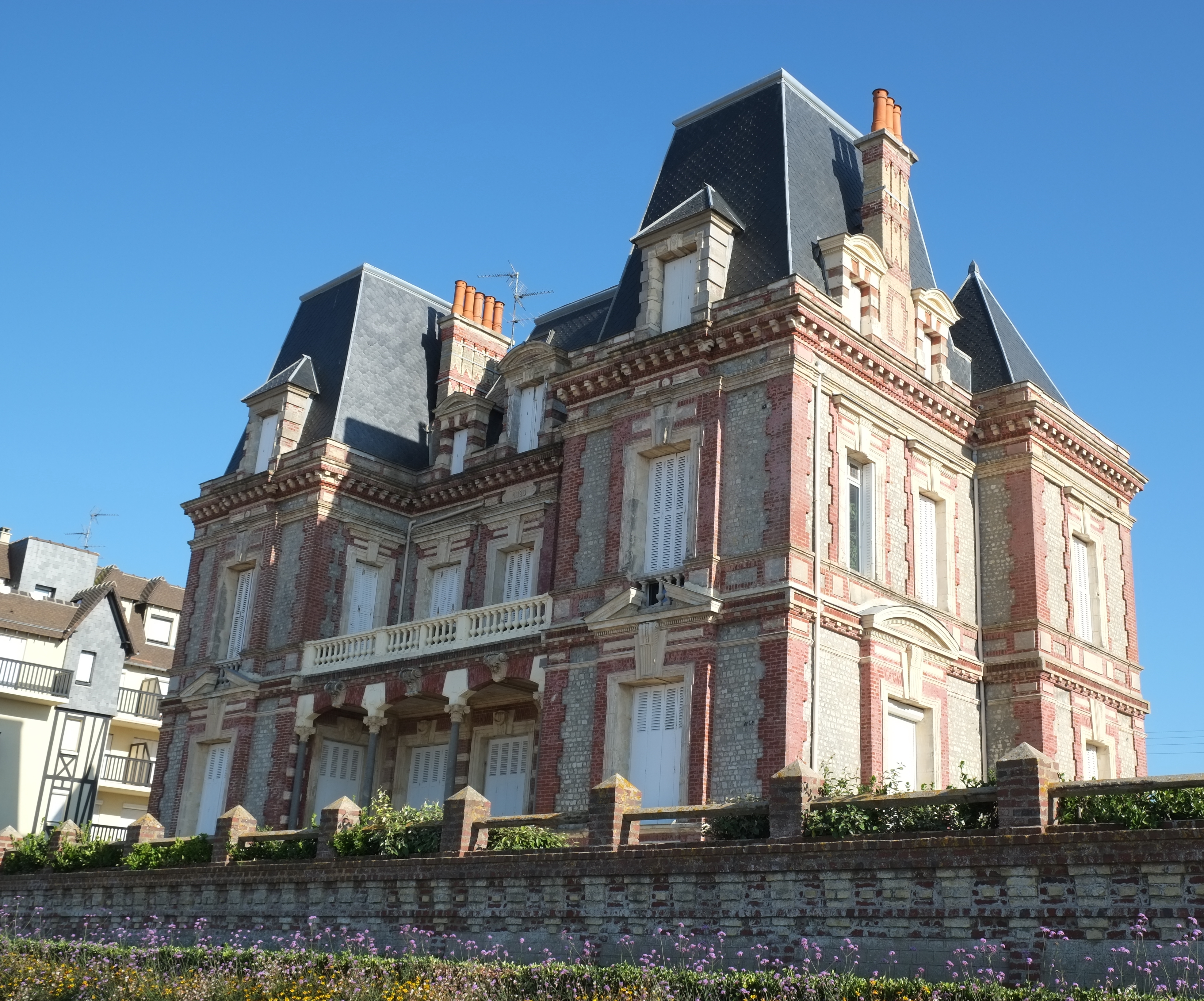
Ansicht von der Strandpromenade

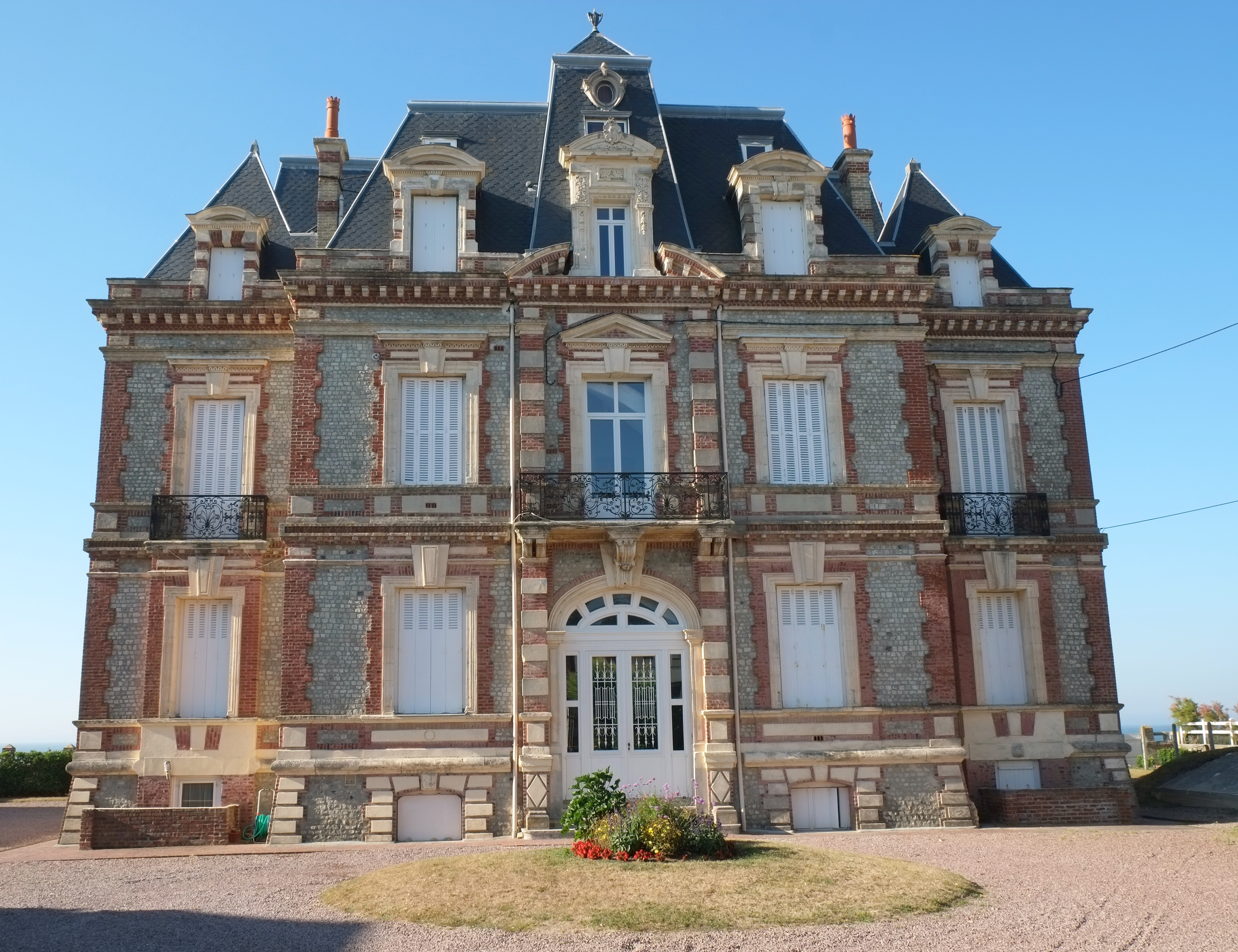
Ansicht von der Straßenseite

Die Villa Millet befindet sich in Cabourg, einem Seebad in der Normandie, das ab Mitte des 19. Jahrhunderts entstand. Die Villa mit der Adresse Avenue du Maréchal-Foch Nr. 40 wurde 1883 errichtet. Sie liegt an der Promenade Marcel Proust.
Die Villa im Stil eines Schlosses nimmt Architekturelemente der Zeit Ludwig XIII. auf und ist reich an Details. Die Fassade zum Meer besitzt eine Loggia mit gusseisernen Säulen und einer darüber befindlichen Terrasse. Die ursprüngliche Innenausstattung war von der Renaissance beeinflusst, ausgestattet mit Kassettendecken und prächtigen Kaminen. Die Küche im Untergeschoss war mit azulejos geschmückt. Zur Straßenseite stehen an den Ecken des Grundstücks zwei gleiche Nebengebäude. die für das Hauspersonal errichtet wurden.